# Heber Silva Cantera
Heber Silva Cantera (Tacuarembó, Uruguay, 12 de junio de 1958) es un exfutbolista y actual entrenador de Defensor Sporting. Jugaba de mediocampista. Apodado "el cartero" ya que aparte de jugar al futbol trabajaba en El Correo repartiendo cartas en una moto.

## Trayectoria
Debutó en el Fritsa de Tacuarembó, luego pasó a Oriental de La Paz, Rampla Juniors y finalmente a Defensor Sporting donde jugó desde 1986 a 1998 alcanzando allí el récord de ser el jugador que más veces jugó por el club, 338 presencias en 13 temporadas consecutivas. Después de "colgar los botines" ejerció como director técnico en las inferiores del Club Atlético Estudiantes de Rosario y más tarde en primera, también dirigió a la selección de Colonia y en el 2002 hizo carrera en Defensor desde las inferiores hasta el equipo de primera.

## Clubes
| Club              | País    | Año         |
| ----------------- | ------- | ----------- |
| Fritsa            | Uruguay | 1977-1981   |
| Oriental          | Uruguay | 1982-1984   |
| Rampla Juniors    | Uruguay | 1985        |
| Defensor Sporting | Uruguay | 1986 - 1998 |

## Palmarés

### Campeonatos nacionales
| Título                    | Club              | País    | Año  |
| ------------------------- | ----------------- | ------- | ---- |
| Campeonato Uruguayo       | Defensor Sporting | Uruguay | 1987 |
| Liguilla Pre-Libertadores | Defensor Sporting | Uruguay | 1989 |
| Campeonato Uruguayo       | Defensor Sporting | Uruguay | 1991 |
| Liguilla Pre-Libertadores | Defensor Sporting | Uruguay | 1991 |
| Apertura                  | Defensor Sporting | Uruguay | 1994 |
| Liguilla Pre-Libertadores | Defensor Sporting | Uruguay | 1995 |
| Clausura                  | Defensor Sporting | Uruguay | 1997 |